# アラン・モーズ
アラン・モーズ（Alan Morse、1958年8月22日 - ）は、プログレッシブ・ロック・バンド、スポックス・ビアードのギタリストである。

## 略歴
チャド&ジェレミー、スペンサー・デイヴィス、ニール・モーズ、および奥本亮（スポックス・ビアードのキーボード奏者）を含む数多くのアーティストとレコーディングを行ってきた。
ギターに加えて、テルミン、チェロ、ミュージックソー、キーボード、ドラム、ベース、ブズーキを演奏し歌う。
モーズは電気工学の学位を持ち、電子機器製造会社である「DynaMetric, Inc.」を所有している。ロックのギター演奏者としては珍しく、ピックを使用しない。
初めてのソロ・アルバム『フォー・オクロック・アンド・ヒステリア』を完成させ、2007年にリリースした。

## 家族・親族
2002年にバンドを辞めた結成メンバーのニール・モーズは兄弟。アラン・モーズは、キャスリン・モーズと結婚しており、ジュリアとジョンという2人の子供がいる。

## ディスコグラフィ

### ソロ・アルバム
- 『フォー・オクロック・アンド・ヒステリア』 - Four O'Clock & Hysteria (2007年)